# 道の駅うきは
道の駅うきは（みちのえき うきは）は、福岡県うきは市浮羽町山北にある国道210号の道の駅である。

## 概要
2000年（平成12年）に開駅。果物の売り上げが全体の5割を占めており、うきは市を代表する観光名所となっている。旅行雑誌『九州じゃらん』の読者の投票による「九州・山口の道の駅ランキング」において2016年より第1位となっている（2022年時点で第1位は継続中）。
2015年（平成27年）に「道の駅を『地域福祉』の拠点化し、中山間地域の高齢者に福祉を展開とともに、女性の活用促進」を理由として、重点「道の駅」に選定されている。また、2021年（令和3年）には防災と災害支援拠点としての「防災道の駅」に福岡県内で唯一選定されている。

## 施設
2023年夏には、当道の駅の駐車場の一部を造成し、マリオット・インターナショナルと積水ハウスとの合弁事業Trip base 道の駅のホテル「フェアフィールド・バイ・マリオット・福岡うきは」が開業。
- 駐車場
  - 普通車：98台
  - 大型車：8台
  - 身障者用：3台
- トイレ
  - 男：大・6器（2器）、小・8器（3器）
  - 女：8器（4器）
  - 身障者用：2器（1器）

※（）内は、24時間利用可能
- 物産館西見台（9:00 - 18:00）
- お食事処 なかよしこよし（レストラン、11:00 - 17:00）
- ウキハコ（うきは観光みらいづくり公社支所・観光案内所、10:00 - 16:00）[10]

### 管理団体
- 設置者：うきは市
- 指定管理者：うきはの里株式会社[4][11]

## 休館日
道の駅うきは
- 第2火曜日（夏季は無休）
- 年末年始

ウキハコ
- 月曜日・第2火曜日

## アクセス
- 国道210号 - 登録路線

自動車
- 大分自動車道杷木ICより5km、約10分[2]。

## 周辺
- 筑後川温泉
- 清水湧水